# اختصاصي الأقدام
اختصاصي الأقدام أو طبيب الأقدام أو «جراح القدم والكاحل» هو اختصاصي طبي في دراسة وتقديم العلاج الطبي لأمراض القدم والكاحل والطرف السفلي. نشأ المصطلح في أمريكا الشمالية لكنه انتشر الآن ليصبح مصطلحا مقبولا في العالم المتحدث باللغة الإنجليزية لكل مزاولي طب الأقدام.
في الولايات المتحدة، أطباء طب الأقدام هم الأطباء الذين يمارسون على الطرف السفلي خاصة القدم والكاحل. يشتمل التعليم الرئيسي لمعظم أطباء الأقدام على أربع سنوات دراسية في مدرسة طبية لطب الأقدام يليها ثلاث أو أربع سنوات من الإقامة الجراحية في مستشفى ما. أطباء الأقدام مرخصون في كل الولايات الخمسين.
عالميا وفي الكثير من الدول يشير مصطلح اختصاصي الأقدام إلى اختصاصيين طبيين متخصصين في علاج الطرف السفلي خاصة القدم. يتخصص أطباء الأقدام في هذه الدول في تشخيص وعلاج أمراض القدم، ولكن ليس من خلال عمليات جراحية. في بعض الحالات يتخصص هؤلاء الأطباء أكثر وبعد تدريب آخر، يُصرح لهم بإجراء جراحات القدم والكاحل.
على العكس من ذلك، يكمل اختصاصيو الأقدام في الولايات المتحدة إقامة جراحية وبالتالي فإن كل المزاولين مدربون على العلاجات الجراحية للقدم والكاحل. يبلغ متوسط الراتب السنوي حوالي 197,012 دولار في 20 يونيو 2018 مع معدل بين 162,774 إلى 260,857 دولار والذي يختلف بناء على عوامل مختلفة.

## تخصصات طب الأقدام
يعالج اختصاصيو الأقدام عددا كبيرا من أمراض الطرف السفلي من خلال طرق جراحية وطرق غير جراحية. تقدم اللجنة الأمريكية لطب الأقدام تأهيلا شاملا وعملية ترخيص الاختصاص في طب الأقدام وطب الاستعاضة. طب الأقدام والاستعاضة هو التخصص الطبي المهتم بالرعاية الطبية الشاملة والمستمرة بأقدام المرضى. هناك أطباء أقدام يتخصصون أيضا في بعض المجالات الدقيقة من طب الأقدام مثل:
- الجراحة الترميمية للقدم والكاحل[6]
- طبيب أقدام عام
- اختصاصي استعاضة أقدام
- اختصاصي طب رياضي
- طبيب رعاية الإصابات شديدة الخطورة[7]
- طب الروماتزم[8][9]
- طب الجهاز العصبي[7]
- اختصاصي علم الأورام أو طبيب سرطان الجلد
- اختصاصي الأوعية الدموية بالقدم
- اختصاصي طب الجلد بالقدم
- اختصاصي علم الأشعة التشخيصي بالقدم
- اختصاصي دراسة الشيخوخة
- اختصاصي سكري القدم[7]

في أستراليا يوجد الآن خيار في أن تكون مساعد اختصاصي الأقدام.